# Jean Joseph Beaulard
Jean Joseph Beaulard, est un marchand de modes français du XVIIIe siècle. 
Dans les années 1770, il n'y a qu’une vingtaine de marchandes de modes. Le sieur Beaulard, Mlle Bertin, ou encore Mademoiselle Alexandre sont les grandes figures de l’époque. Louis-Sébastien Mercier dans son Tableau de Paris écrit ainsi dans le chapitre consacré au marchandes de modes : « Mais l’on a reconnu que le génie ne dépendait pas des longues études faites chez mademoiselle Alexandre, ou chez monsieur Baulard ».

## Créations
La mode au dix-huitième siècle doit à Beaulard plusieurs inventions, notamment celle des coiffures mécaniques. En effet, à cette période les coiffures des femmes étaient si élevées qu'il leur était difficile de passer les portes ou même de rentrer dans les carrosses. Beaulard « invente les coiffures mécaniques qu’on fait baisser d’un pied en touchant un ressort, pour passer une porte basse, pour entrer dans un carrosse ; coiffures qu’on appelle à la grand’mère, parce qu’elles préservent des réprimandes des grands parents : une jeune personne se présente à eux, le ressort poussé, la coiffure basse ; puis aussitôt le dos tourné à la vieille femme, ‘à la fée Dentue’, comme dit le temps, la coiffure en un clin d’œil remonte d’un pied, ou même de deux. »
Dans l'ouvrage La femme au dix-huitième, Edmond et Jules de Goncourt cite plusieurs autres exemples de créations de la part de Beaulard : « Il est en ce temps le modiste sans pareil, le créateur, le poëte qui mérite l'honneur de la dédicace du poëme des Modes par ses mille inventions et ces délicieuses appellations de fanfioles, qu'on dirait rapportées de Cythère par le chevalier de Mouhy ou Andréa de Nerciat : les rubans aux soupirs de Vénus, les diadèmes arc-en-ciel, le désespoir d'opale, l'instant, la conviction, la marque d'espoir, les garnitures à la composition honnête, à la grande réputation, au désir marqué, aux plaintes indifférentes, à la préférence, au doux soupir, à l'agitation, et l'étoffe soupirs étouffés garnie en regrets inutiles, sans compter toutes les nuances combinées, disposées, imaginées par son goût, sortant de cette boutique assiégée d'où partent les couleurs qu'il faut porter, la couleur vice bergère, la couleur cuisse de nymphe émue, la couleur entrailles de petit maître ! »